# Tournai

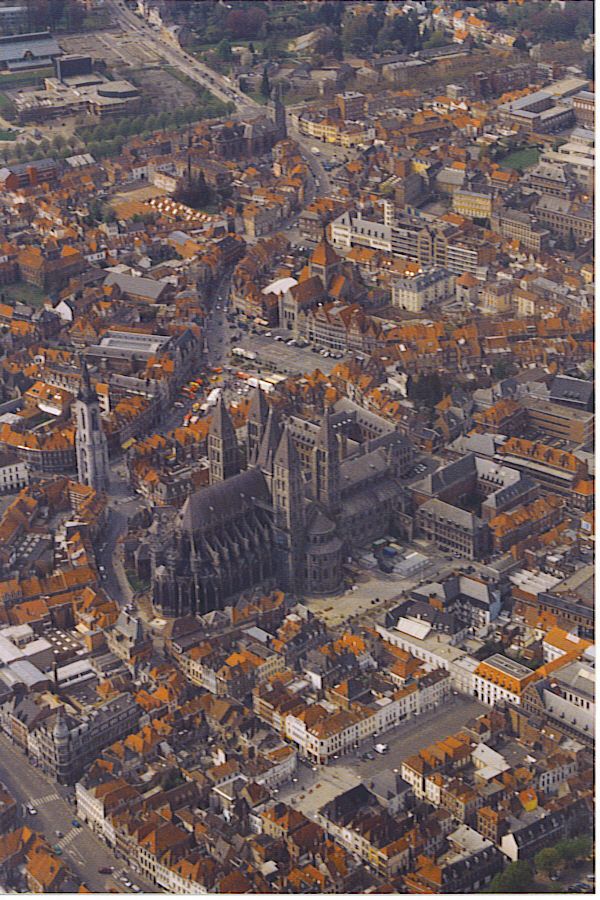
Centrum Tournai z lotu ptaka. Pośrodku widoczna bryła katedry

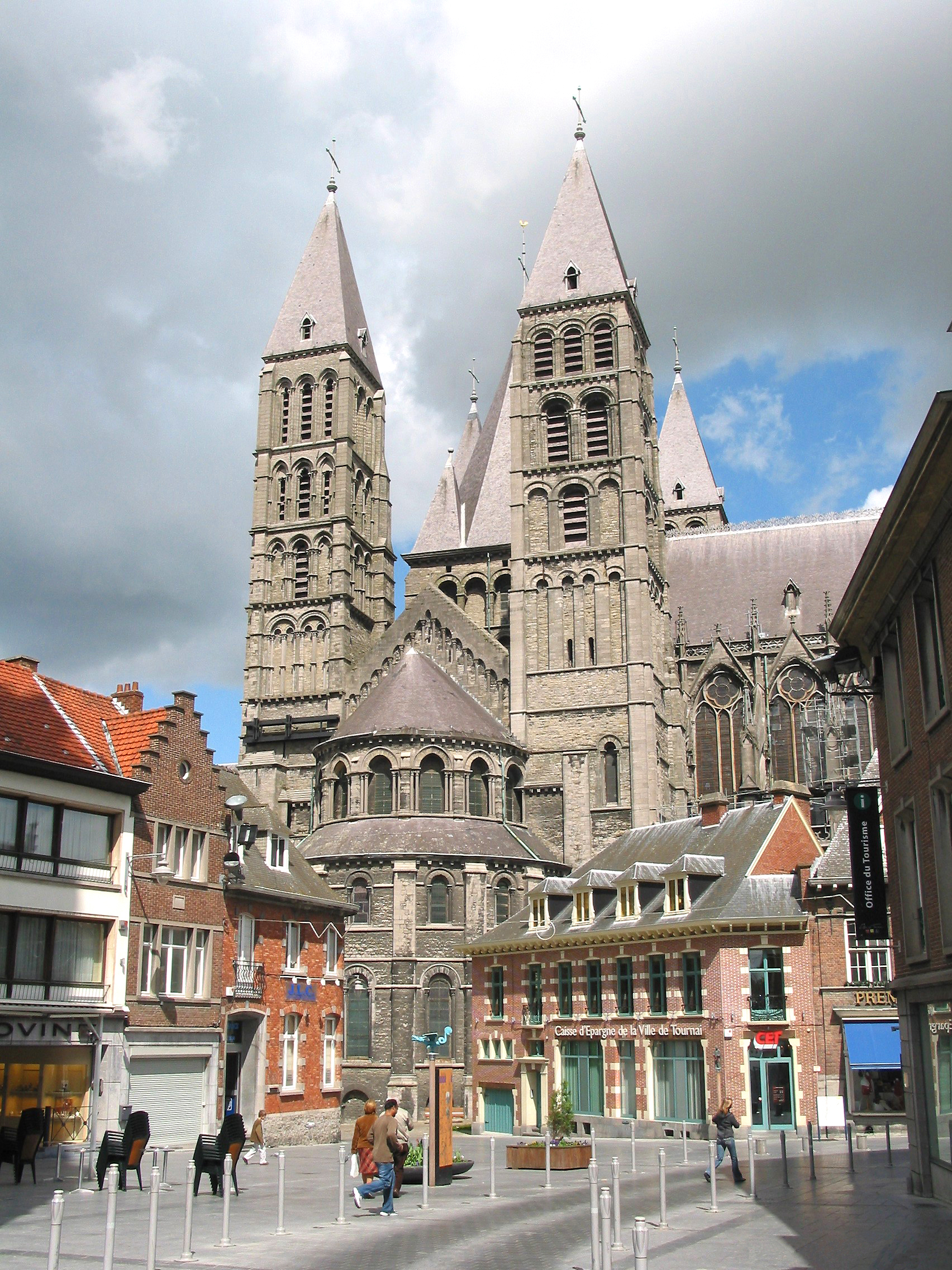
Katedra Notre-Dame

Tournai (nld. Doornik, niem.: Dornick, pcd. Tornai, wa. Tornè, la. Turnacum) – miasto w Belgii, w Regionie Walońskim, w prowincji Hainaut, siedziba administracyjna okręgu Tournai-Mouscron. 1 stycznia 2024 r. liczyło 68 554 mieszkańców. Powierzchnia miasta wynosi 215,34 km². Leży nad Skaldą. Po Tongeren jest najstarszym miastem Belgii, a pod względem powierzchni jest największym miastem w prowincji.

## Historia
Miejscowość istniała już w czasach imperium rzymskiego. Od około 432 r. w rękach Franków salickich (Klodian, Childeryk I, Chlodwig I), od czasów rządów Klodiana przez około 50 lat jako ich stolica. Po przeniesieniu jej do Paryża, miasto zostało siedzibą diecezji. Pierwszym biskupem był mieszkaniec Tournai, Euterius. Do XVI w. pozostawało pod wpływami Francji, choć w 1513 zostało podbite przez króla Anglii, Henryka VIII i pozostawało częścią tego kraju jako jedyne belgijskie miasto – aż do 1519. W tym czasie w mieście znacząco rozwinął się handel i produkcja wysokiej jakości tekstyliów.
W 1521 Tournai znalazło się pod panowaniem Karola V. Na te lata przypadają też ostre konflikty religijne w mieście. W latach 1581–1668 należało do Niderlandów Hszpańskich, następnie do 1713 – w granicach Francji. Po tej dacie, na mocy pokoju w Utrechcie Tournai znalazło się pod rządami Habsburgów w Niderlandach Austriackich. Po krótkim epizodzie francuskim, związanym z rewolucją i okresem napoleońskim – od 1815 weszło w skład Królestwa Zjednoczonych Niderlandów, a od 1830 – niepodległej Belgii.
W 1940 dużych zniszczeń dokonały wojska niemieckie.

## Podział administracyjny
W skład miasta wchodzi 29 dzielnic (section):
- Barry
- Béclers (Beek-Laren)
- Blandain
- Chercq
- Ere
- Esplechin
- Froidmont
- Froyennes
- Gaurain-Ramecroix
- Havinnes
- Hertain
- Kain
- Lamain
- Marquain
- Maulde
- Melles
- Mont-Saint-Aubert
- Mourcourt
- Orcq
- Quartes
- Ramegnies-Chin
- Rumillies
- Saint-Maur
- Templeuve
- Thimougies
- Vaulx
- Vezon
- Warchin
- Willemeau

## Zabytki
Bardzo dobrze zachowane średniowieczne Stare Miasto. Zbudowana w latach 1130–1325 romańska katedra Notre-Dame jest wpisana na listę światowego dziedzictwa UNESCO. Wzniesiona w pierwszej połowie XII wieku, ma obszerną nawę romańską, a zarazem bogatą dekoracją kapiteli. Oryginalność architektury tego zabytku wyróżnia transept, zwieńczony pięcioma wieżami. W latach 1242–1245 w stylu gotyckim został przebudowany chór w XIII w.
Warto zwrócić uwagę także na wieżę strażniczą tj. beffroi, najstarszą w Belgii, sukiennice w stylu renesansowym (obydwa te obiekty przy rynku Grand-Place) oraz XII-wieczny most na Skaldzie - Pont des Trous.

## Osoby

### urodzone w Tournai
- Jules Bara, polityk (XIX wiek)
- Charles Blount, piąty Baron Mountjoy, dworzanin i patron nauki XVI w.)
- Casterman, wydawca (XVIII w.)
- Jacques Daret, flamandzki malarz (XV w.)
- Xaveer De Geyter, architekt (XX w.)
- Pierre de la Rue, kompozytor (XV wiek)
- Hélène Dutrieu, rowerzysta, kaskader (XIX i XX w.)
- Louis Gallait, malarz (XIX w.)
- Gilles Li Muisis, francuski kronikarz i poeta (XIII w.)
- Jean-Baptiste Moëns, filatelista (XIX wiek)
- Marc Quaghebeur, pisarz (XX w.)
- Georges Rodenbach, symbolista, poeta i pisarz (XIX w.)
- Rogier van der Weyden, flamandzki malarz (XV w.)
- Perkin Warbeck, oszust, pretendent do tronu Anglii (XV w.)
- Gilbert z Tournai, teolog franciszkański i kaznodzieja (XIII w.)

## Współpraca
Miejscowości partnerskie:
- Betlejem, Palestyna
- Canterbury, Wielka Brytania
- Mogi das Cruzes, Brazylia
- Troyes, Francja
- Villeneuve-d’Ascq, Francja